# Isla Clarión
La isla Clarión, antiguamente llamada isla de Santa Rosa, es la segunda isla más extensa y la más occidental de las islas Revillagigedo (actualmente pertenecientes a México, específicamente al estado de Colima), 314 km al oeste de la isla Socorro. La isla tiene 8,54 km por 3,68 km de tamaño, con un área de 19,80 km². Tiene tres picos prominentes, el más alto, el monte Gallegos, de 335 metros sobre el nivel del mar. El pico central es llamado monte de la Marina (280 m), y al este el pico de la Tienda (292 m). Las costas están bordeadas por despeñaderos que van de 24 a 183 metros de alto, con la excepción de la parte media de la costa hacia el sur, en la vecindad de la bahía Azufre, que es la única localidad con una pequeña guarnición militar de 9 marinos.
Desde el año 1994, esta isla es considerada por el gobierno mexicano como reserva de la biósfera.
Este es el punto más cercano entre la zona económica exclusiva de México y la de Francia, debido a la cercanía de la Isla Clarión con la isla Clipperton (que perteneció alguna vez a México pero que fue cedida después de la Revolución mexicana al gobierno francés y actualmente esta administrada por la Polinesia Francesa). 
Desde su punto más alto, el monte Gallegos, se puede admirar la majestuosidad del océano Pacífico además de que, según el investigador Harry Moller, se pueden observar de 600 a 700 ballenas que cada año, de noviembre a febrero, llegan a estas costas a reproducirse.
La isla Clarión cuenta con peñones que asemejan grandes castillos y que llegan hasta los 90 metros de altura.

## Historia
La isla Clarión fue descubierta a finales de 1542 por el navegante español Ruy López de Villalobos, pero con la excepción de un posible avistamiento de las Revillagigedos por Juan Fernández de Ladrillero antes de 1574 y una breve residencia del aventurero Martín Yáñez de Armida en la isla que más tarde renombró Socorro (1606), el archipiélago fue descuidado por los españoles. El avistamiento de Joris van Spilbergen de todo el grupo en diciembre de 1615 parece no haberse observado en España o sus colonias americanas.
Clarion fue visto nuevamente por el corsario inglés George Shelvocke en el Speedwell, el 21 de agosto de 1721.
El nombre de la isla se remonta al bergantín estadounidense Clarion, el capitán Henry Gyzelaar, que se dedicaba al comercio del Pacífico Norte alrededor de 1820.

## Flora y fauna
La isla cuenta con doce especies endémicas de aves, así como también es endémica la lagartija azul fluorescente. También se encuentran reptiles, serpientes, arácnidos e insectos que están adaptados a las condiciones extremas de la isla; debido a que en 7 meses caen fuertes lluvias y el resto del año escasea el agua. Con tan severa condición de carencia y exceso de agua, resulta natural que la vegetación sea escasa. Consiste sólo en pastos ralos, gramíneas, arbustos y uno que otro escuálido arbolillo. Todo lo contrario ocurre con la vida marina, que es abundante en tiburones, mantarrayas, langostas, pulpos y cangrejos.
El hombre introdujo el conejo europeo en la isla, lo que dañó gravemente el ecosistema, pero también existe en la isla una bandada de cuervos que mantienen un equilibrio ecológico al devorar las crías de conejos o a los demasiado viejos.
En el 2013 se encontraron en la isla varios ejemplares de la serpiente Hypsiglena unaocularis llamada comúnmente "serpiente nocturna de Clarión" que se creía extinta por más de 80 años.